# Chaerephon ansorgei
Chaerephon ansorgei är en fladdermusart som först beskrevs av Thomas 1913.  Chaerephon ansorgei ingår i släktet Chaerephon och familjen veckläppade fladdermöss. Inga underarter finns listade i Catalogue of Life.
Arten når en kroppslängd (huvud och bål) av 72 till 79 mm, en svanslängd av 31 till 37 mm och en vikt av 9 till 22 g. Djuret har 44 till 48 mm långa underarmar, en vingspann av ungefär 330 mm och cirka 20 mm stora öron. Håren vid den korta pälsen har ljusa spetsar. Pälsen är på ovansidan mellanbrun och på undersidan ljusbrun. Typisk är en svartaktig strupe. De avrundade öronen kännetecknas av en kort tragus. Denna fladdermus har ljusbruna och lite genomskinliga flygmembran. Den diploida kromosomuppsättningen består av 48 kromosomer (2n=48).
Denna fladdermus förekommer i Afrika söder om Sahara. Utbredningsområdet ligger 400 till 2000 meter över havet. Habitatet utgörs av torra savanner med några trädgrupper. Individerna vilar i grottor eller andra naturliga håligheter samt i byggnadsverk. Exemplaren flyger snabb över öppna ytor. Vid viloplatsen bildas kolonier med flera hundra medlemmar. Ibland delas sovplatsen med andra fladdermöss. Utöver lätet för ekolokaliseringen har arten läten som kan höras av människor.
Några exemplar fångas och säljs som bushmeat. Hela populationen anses var stabil. IUCN listar arten som livskraftig (LC).